# Lista zdobywców Pucharu Stanleya
Poniższa lista obejmuje zwycięzców tylko od roku 1918, kiedy drużyny hokejowe uczestniczące w walce o Puchar Stanleya zostały zrzeszone w National Hockey League:
| Rok  | Zwycięzca                                  | Finalista                                  | Wynik                                      |
| ---- | ------------------------------------------ | ------------------------------------------ | ------------------------------------------ |
| 2025 | Florida Panthers                           | Edmonton Oilers                            | 4-2                                        |
| 2024 | Florida Panthers                           | Edmonton Oilers                            | 4-3                                        |
| 2023 | Vegas Golden Knights                       | Florida Panthers                           | 4-1                                        |
| 2022 | Colorado Avalanche                         | Tampa Bay Lightning                        | 4-2                                        |
| 2021 | Tampa Bay Lightning                        | Montreal Canadiens                         | 4-1                                        |
| 2020 | Tampa Bay Lightning                        | Dallas Stars                               | 4-2                                        |
| 2019 | St. Louis Blues                            | Boston Bruins                              | 4-3                                        |
| 2018 | Washington Capitals                        | Vegas Golden Knights                       | 4-1                                        |
| 2017 | Pittsburgh Penguins                        | Nashville Predators                        | 4-2                                        |
| 2016 | Pittsburgh Penguins                        | San Jose Sharks                            | 4-2                                        |
| 2015 | Chicago Blackhawks                         | Tampa Bay Lightning                        | 4-2                                        |
| 2014 | Los Angeles Kings                          | New York Rangers                           | 4-1                                        |
| 2013 | Chicago Blackhawks                         | Boston Bruins                              | 4-2                                        |
| 2012 | Los Angeles Kings                          | New Jersey Devils                          | 4-2                                        |
| 2011 | Boston Bruins                              | Vancouver Canucks                          | 4-3                                        |
| 2010 | Chicago Blackhawks                         | Philadelphia Flyers                        | 4-2                                        |
| 2009 | Pittsburgh Penguins                        | Detroit Red Wings                          | 4-3                                        |
| 2008 | Detroit Red Wings                          | Pittsburgh Penguins                        | 4-2                                        |
| 2007 | Anaheim Ducks                              | Ottawa Senators                            | 4-1                                        |
| 2006 | Carolina Hurricanes                        | Edmonton Oilers                            | 4-3                                        |
| 2005 | Rozgrywki odwołane z powodu lockoutu w NHL | Rozgrywki odwołane z powodu lockoutu w NHL | Rozgrywki odwołane z powodu lockoutu w NHL |
| 2004 | Tampa Bay Lightning                        | Calgary Flames                             | 4-3                                        |
| 2003 | New Jersey Devils                          | Anaheim Mighty Ducks                       | 4-3                                        |
| 2002 | Detroit Red Wings                          | Carolina Hurricanes                        | 4-1                                        |
| 2001 | Colorado Avalanche                         | New Jersey Devils                          | 4-3                                        |
| 2000 | New Jersey Devils                          | Dallas Stars                               | 4-2                                        |
| 1999 | Dallas Stars                               | Buffalo Sabres                             | 4-2                                        |
| 1998 | Detroit Red Wings                          | Washington Capitals                        | 4-0                                        |
| 1997 | Detroit Red Wings                          | Philadelphia Flyers                        | 4-0                                        |
| 1996 | Colorado Avalanche                         | Florida Panthers                           | 4-0                                        |
| 1995 | New Jersey Devils                          | Detroit Red Wings                          | 4-0                                        |
| 1994 | New York Rangers                           | Vancouver Canucks                          | 4-3                                        |
| 1993 | Montreal Canadiens                         | Los Angeles Kings                          | 4-1                                        |
| 1992 | Pittsburgh Penguins                        | Chicago Blackhawks                         | 4-0                                        |
| 1991 | Pittsburgh Penguins                        | Minnesota North Stars                      | 4-2                                        |
| 1990 | Edmonton Oilers                            | Boston Bruins                              | 4-1                                        |
| 1989 | Calgary Flames                             | Montreal Canadiens                         | 4-2                                        |
| 1988 | Edmonton Oilers                            | Boston Bruins                              | 4-0                                        |
| 1987 | Edmonton Oilers                            | Philadelphia Flyers                        | 4-3                                        |
| 1986 | Montreal Canadiens                         | Calgary Flames                             | 4-1                                        |
| 1985 | Edmonton Oilers                            | Philadelphia Flyers                        | 4-1                                        |
| 1984 | Edmonton Oilers                            | New York Islanders                         | 4-1                                        |
| 1983 | New York Islanders                         | Edmonton Oilers                            | 4-0                                        |
| 1982 | New York Islanders                         | Vancouver Canucks                          | 4-0                                        |
| 1981 | New York Islanders                         | Minnesota North Stars                      | 4-1                                        |
| 1980 | New York Islanders                         | Philadelphia Flyers                        | 4-2                                        |
| 1979 | Montreal Canadiens                         | New York Rangers                           | 4-1                                        |
| 1978 | Montreal Canadiens                         | Boston Bruins                              | 4-2                                        |
| 1977 | Montreal Canadiens                         | Boston Bruins                              | 4-0                                        |
| 1976 | Montreal Canadiens                         | Philadelphia Flyers                        | 4-0                                        |
| 1975 | Philadelphia Flyers                        | Buffalo Sabres                             | 4-2                                        |
| 1974 | Philadelphia Flyers                        | Boston Bruins                              | 4-2                                        |
| 1973 | Montreal Canadiens                         | Chicago Blackhawks                         | 4-2                                        |
| 1972 | Boston Bruins                              | New York Rangers                           | 4-2                                        |
| 1971 | Montreal Canadiens                         | Chicago Blackhawks                         | 4-3                                        |
| 1970 | Boston Bruins                              | St. Louis Blues                            | 4-0                                        |
| 1969 | Montreal Canadiens                         | St. Louis Blues                            | 4-0                                        |
| 1968 | Montreal Canadiens                         | St. Louis Blues                            | 4-0                                        |
| 1967 | Toronto Maple Leafs                        | Montreal Canadiens                         | 4-2                                        |
| 1966 | Montreal Canadiens                         | Detroit Red Wings                          | 4-2                                        |
| 1965 | Montreal Canadiens                         | Chicago Blackhawks                         | 4-3                                        |
| 1964 | Toronto Maple Leafs                        | Detroit Red Wings                          | 4-3                                        |
| 1963 | Toronto Maple Leafs                        | Detroit Red Wings                          | 4-1                                        |
| 1962 | Toronto Maple Leafs                        | Chicago Blackhawks                         | 4-2                                        |
| 1961 | Chicago Blackhawks                         | Detroit Red Wings                          | 4-2                                        |
| 1960 | Montreal Canadiens                         | Toronto Maple Leafs                        | 4-0                                        |
| 1959 | Montreal Canadiens                         | Toronto Maple Leafs                        | 4-1                                        |
| 1958 | Montreal Canadiens                         | Boston Bruins                              | 4-2                                        |
| 1957 | Montreal Canadiens                         | Boston Bruins                              | 4-1                                        |
| 1956 | Montreal Canadiens                         | Detroit Red Wings                          | 4-1                                        |
| 1955 | Detroit Red Wings                          | Montreal Canadiens                         | 4-3                                        |
| 1954 | Detroit Red Wings                          | Montreal Canadiens                         | 4-3                                        |
| 1953 | Montreal Canadiens                         | Boston Bruins                              | 4-1                                        |
| 1952 | Detroit Red Wings                          | Montreal Canadiens                         | 4-0                                        |
| 1951 | Toronto Maple Leafs                        | Montreal Canadiens                         | 4-1                                        |
| 1950 | Detroit Red Wings                          | New York Rangers                           | 4-3                                        |
| 1949 | Toronto Maple Leafs                        | Detroit Red Wings                          | 4-0                                        |
| 1948 | Toronto Maple Leafs                        | Detroit Red Wings                          | 4-0                                        |
| 1947 | Toronto Maple Leafs                        | Montreal Canadiens                         | 4-2                                        |
| 1946 | Montreal Canadiens                         | Boston Bruins                              | 4-1                                        |
| 1945 | Toronto Maple Leafs                        | Detroit Red Wings                          | 4-3                                        |
| 1944 | Montreal Canadiens                         | Chicago Blackhawks                         | 4-0                                        |
| 1943 | Detroit Red Wings                          | Boston Bruins                              | 4-0                                        |
| 1942 | Toronto Maple Leafs                        | Detroit Red Wings                          | 4-3                                        |
| 1941 | Boston Bruins                              | Detroit Red Wings                          | 4-0                                        |
| 1940 | New York Rangers                           | Toronto Maple Leafs                        | 4-2                                        |
| 1939 | Boston Bruins                              | Toronto Maple Leafs                        | 4-1                                        |
| 1938 | Chicago Blackhawks                         | Toronto Maple Leafs                        | 3-1                                        |
| 1937 | Detroit Red Wings                          | New York Rangers                           | 3-2                                        |
| 1936 | Detroit Red Wings                          | Toronto Maple Leafs                        | 3-1                                        |
| 1935 | Montreal Maroons                           | Toronto Maple Leafs                        | 3-0                                        |
| 1934 | Chicago Blackhawks                         | Detroit Red Wings                          | 3-1                                        |
| 1933 | New York Rangers                           | Toronto Maple Leafs                        | 3-1                                        |
| 1932 | Toronto Maple Leafs                        | New York Rangers                           | 3-0                                        |
| 1931 | Montreal Canadiens                         | Chicago Blackhawks                         | 3-2                                        |
| 1930 | Montreal Canadiens                         | Boston Bruins                              | 2-0                                        |
| 1929 | Boston Bruins                              | New York Rangers                           | 2-0                                        |
| 1928 | New York Rangers                           | Montreal Maroons                           | 3-2                                        |
| 1927 | Ottawa Senators                            | Boston Bruins                              | 2-0                                        |
| 1926 | Montreal Maroons                           | Victoria Cougars                           | 3-1                                        |
| 1925 | Victoria Cougars                           | Montreal Canadiens                         | 3-1                                        |
| 1924 | Montreal Canadiens                         | Calgary Tigers                             | 2-0                                        |
| 1923 | Ottawa Senators                            | Vancouver Maroons                          | 3-1                                        |
| 1922 | Toronto St. Patricks                       | Vancouver Millionaires                     | 3-2                                        |
| 1921 | Ottawa Senators                            | Vancouver Millionaires                     | 3-2                                        |
| 1920 | Ottawa Senators                            | Seattle Metropolitans                      | 3-2                                        |
| 1919 | Montreal Canadiens                         | Seattle Metropolitans                      | 2-2                                        |
| 1918 | Toronto Arenas                             | Vancouver Millionaires                     | 3-2                                        |